# Place Pigalle
A Place Pigalle egy nyilvános tér Párizs 9. kerületében, a Boulevard de Clichy és a Boulevard de Rochechouart között, a Sacré Cœur-bazilika közelében, a Montmartre lábánál. Jean-Baptiste Pigalle (1714–1785) francia szobrász után kapta a nevét. Ez a Quartier Pigalle negyed legismertebb helye.
A tér és környéke a 19. század vége táján rengeteg festőműhelynek és irodalmi kávézónak adott otthont, amelyek közül a legismertebb a Nouvelle Athènes volt.
A Place Pigalle számos művet ihletett vagy megjelenik benne: Georges Ulmer egy közkedvelt dalában is szerepel („Un p'tit jet d'eau, une station de métro, entourée de bistrots, Pigalle...”), de Alex Alstone és Maurice Chevalier is írtak dalt Place Pigalle címmel 1946-ban. Elliott Smith halála előtti utolsó, 2003-ban kiadott albuma is ezt a címet viselte volna eredetileg, és írt is több kiadatlan dalt, amelyet a hely inspirált. Csepregi Éva 1987-es Párizsi lány című dalának refrénjében szintén találkozhatunk a hely nevével („Nélkülem üres/hideg a Place Pigalle...”).